# Patrycja Dynarowicz-Łątka
Patrycja Dynarowicz-Łątka – polska chemik, profesor nauk chemicznych.

## Życiorys
W 1982 ukończyła studia analityki medycznej w Akademii Medycznej, w 1984 obroniła pracę doktorską, w 1994 habilitowała się na podstawie pracy zatytułowanej Struktura filmów adsorpcyjnych oraz orientacja cząsteczek zaadsorbowanych na granicy faz woda/powietrze. W 2003 uzyskała tytuł profesora nauk chemicznych.
Pracuje na Uniwersytecie Jagiellońskim, oraz należy do Rady Dyscypliny Naukowej - Nauk Chemicznych UJ.